# Ruisseau de l'Argentouire
Le ruisseau de l'Argentouire est une rivière du sud de la France, dans la région Occitanie, dans le département de l'Aude, sous-affluent de l'Aude par le Fresquel.

## Géographie
Le ruisseau de l'Argentouire est une rivière qui prend sa source sur la montagne Noire dans le Lauragais sur la commune de Les Brunels et se jette dans le Fresquel en rive gauche sur la commune de Castelnaudary.
La longueur de son cours est de 16,3 km.

### Communes traversées
Dans le seul département de l'Aude, le ruisseau de l'Argentouire traverse les six communessuivantes, Les Brunels, Labécède-Lauragais, Issel, Saint-Papoul, Saint-Martin-Lalande et Castelnaudary.

## Principaux affluents
Le ruisseau de l'Argentouire a trois affluents contributeurs référencés :
- le ruisseau des Ourliacs : 3,2 km
- le ruisseau d'en Roujou : 2,4 km
- le Rec Grand : 3,1 km